# Koto (filme)
Koto (古都) é um filme de drama japonês de 1963 dirigido e escrito por Noboru Nakamura. Foi indicado ao Oscar de melhor filme estrangeiro na edição de 1964, representando o Japão.

## Elenco
- Shima Iwashita - Chieko / Naeko
- Hiroyuki Nagato - Hideo Otomo
- Seiji Miyaguchi - Takichiro Sada
- Teruo Yoshida - Ryusuke Mizuki
- Tamotsu Hayakawa - Shinichi Mizuki
- Eijirō Tōno - Sosuke Otomo
- Yoshiko Nakamura - Shige
- Michiyo Tamaki - Masako